# Gentianella austriaca
Gentianella austriaca är en gentianaväxtart som först beskrevs av A. och J. Kern., och fick sitt nu gällande namn av Josef Holub. Gentianella austriaca ingår i släktet gentianellor, och familjen gentianaväxter. Inga underarter finns listade i Catalogue of Life.